# Nádudvar
Nádudvar ist eine ungarische Stadt im Kreis Hajdúszoboszló im Komitat Hajdú-Bihar.

## Geografie
Durch das Gemeindegebiet fließt der Hortobágy. Nádudvar grenzt an das Komitat Jász-Nagykun-Szolnok und an folgende Gemeinden:
| Nagyiván (JN)   | Hortobágy                                   | Nagyhegyes     |
| Kunmadaras (JN) | Kompassrose, die auf Nachbargemeinden zeigt | Hajdúszoboszló |
| Karcag (JN)     | Püspökladány                                | Kaba           |

## Geschichte
Erste schriftliche Erwähnung im Jahr 1212 im Váradi Regestrum.

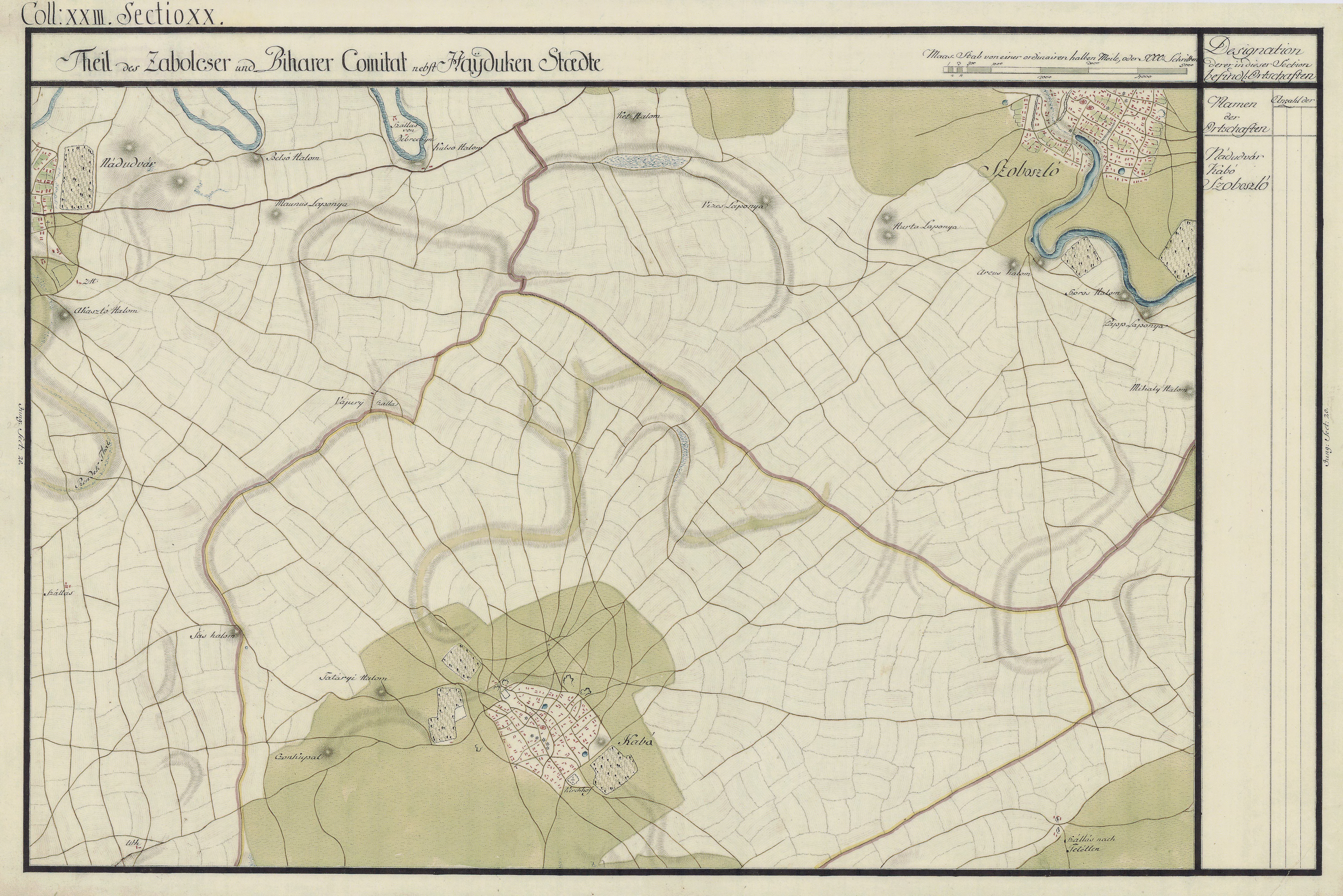
Nádudvar (links oben) um 1782 (Aufnahmeblatt der Josephinischen Landesaufnahme)
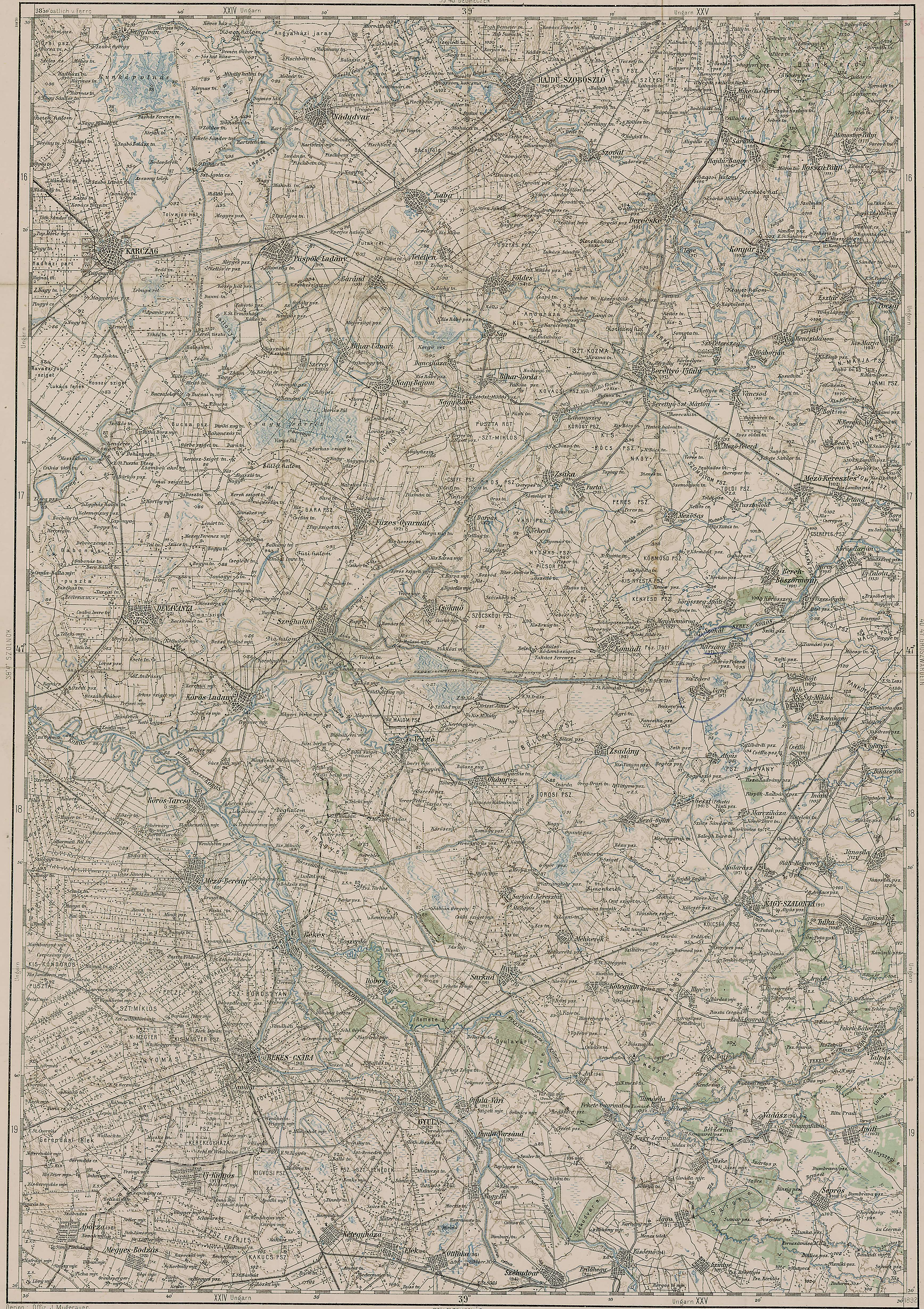
Nádudvar (N 47° 26'; O 38° 50') um 1892 (Aufnahmeblatt der Franzisco-Josephinischen Landesaufnahme)

## Persönlichkeiten
- Erzsébet Rózsa (* 1945), Philosophin
- János Szathmári (* 1969), ehemaliger ungarischer Handballnationalspieler
- Dóra Hornyák (* 1992), ungarische Handballnationalspielerin

## Städtepartnerschaften
Nádudvar unterhält Partnerschaften mit folgenden Städten und Gemeinden:
- Urzędów im Powiat Kraśnicki (Polen), seit 2000
- Sălard (Bihor) (Rumänien), seit 2007

## Verkehr
In Nádudvar treffen die Landstraßen Nr. 3405, Nr. 3406 und Nr. 3407 aufeinander. Der nächstgelegene Bahnhof befindet sich südöstlich in Kaba.